# Mikrynit
Mikrynit – macerał z grupy inertynitu. Występuje w węglach kamiennych. Jest to macerał, który tworzy się w czasie pierwszego skoku uwęglenia i występuje w węglach do refleksyjności 1,4%. Ten macerał występuje w formie drobnych ziarenek o barwie perłowo-białej, a wielkość pojedynczych indywiduów wynosi zaledwie 1–2 μm. Mogą wypełniać światła komórek w telinicie, fuzynicie i semifuzynicie. Mogą występować w obrębie innych macerałów, np. witrynitu, jako rozproszone pojedyncze ziarenka lub smugi i soczewki utworzone z tych ziaren. Jedyny macerał, który wykazuje identyczną jednolitą barwę perłowo-białą.